# ينينغ
ينينغ (بالصينية المبسطة: 伊宁)، والمعروفة أيضًا باسم غولجا (بالأوبغورية: غۇلجا) أو كولغا (بالكازاخستانية: قۇلجا) هي مدينة على مستوى المقاطعة في شمال غرب إقليم شينجيانغ في الصين، وهي المقر الإداري وأكبر مدينة في محافظة إيلي الكازاخستانية المتمتعة بالحكم الذاتي، يبلغ عدد سكانها 559,700 نسمة وذلك حسب إحصائيات سنة 2014. وتبلغ مساحتها 629 كم².

## التاريخ
حول أسماء الأماكن التاريخية
من القرن الثالث عشر إلى القرن الخامس عشر كانت تحت سيطرة خانات تشاجاتاي، إمبراطورية مغولية أخرى - خانات زونغار - تأسست حول منطقة إيلي. في القرن التاسع عشر وأوائل القرن العشرين، غالبًا ما كانت كلمة كولجا (بالروسية: Кульджа) أو غولجا تُستخدم في روسيا وفي الغرب كاسم للجزء الصيني بأكمله من حوض نهر إيلي بالإضافة إلى مدينتيه الرئيسيتين. إن استخدام موسوعة بريتانيكا لعام 1911 مميز إلى حد ما؛ فهي تُعرف كولجا بأنها "منطقة في شمال غرب الصين" يحدها الحدود الروسية والجبال المحيطة بحوض إيلي. كما تتحدث عن مدينتين رئيسيتين في المنطقة:
- كولجا (أي يينينج اليوم) أو على وجه التحديد كولجا القديمة (في مكان آخر، تسمى أيضًا تارنشي كولجا )، والتي كانت المركز التجاري للمنطقة.
- سويدون (أي سويدينج، والتي تسمى الآن شويدينج) أو على وجه التحديد نيو كولجا، أو مانشو كولجا أو إيلي (في مكان آخر، أيضًا كولجا الصينية)، القلعة الصينية وعاصمة المنطقة.

حتى ستينيات القرن التاسع عشر، كانت مدينة هوييوان الواقعة جنوب سويدينغ هي عاصمة المنطقة.

### سلالة تشينغ
بُني حصن نينجيوان (寧遠城) في عام 1762 لاستيعاب المستوطنين الجدد من جنوب شينجيانغ، كما يقع حصنا هوينينج (惠寧城) وشي تشون (熙春城) اللذان بُنيا لاحقًا في عامي 1765 و1780 أيضًا داخل مدينة يينينج الحديثة.
فتحت معاهدة كولجا الصينية الروسية عام 1851 المنطقة للتجارة.
في الفترة من 1864 إلى 1866، عانت المدينة بشدة من القتال أثناء ثورة دونغان. واستولى الروس على المدينة وبقية حوض نهر إيلي في عام 1871 أثناء حكم يعقوب بيك المستقل لكاشغاريا، وتمت إعادتها للصين بموجب شروط معاهدة سانت بطرسبرغ (1881). وفي عام 1888، تأسست مقاطعة نينجيوان.

### جمهورية الصين
في عام 1914، تم تغيير اسم مقاطعة نينغ يوان إلى مقاطعة يينينغ لتجنب الخلط بينها وبين أماكن أخرى في الصين تحمل اسم نينغ يوان.

### جمهورية الصين الشعبية
أصبحت ينينج مدينة منفصلة عن مقاطعة ينينج في عام 1952، وفي عام 1962، وقعت اشتباكات صينية سوفييتية كبرى على طول نهر إيلي.
في عام 1997، فيما أصبح يُعرف باسم ثورة غولجا أو مذبحة، اهتزت المدينة بيومين من المظاهرات أو أعمال الشغب تلاها حملة قمع شنتها حكومة الحزب الشيوعي الصيني أسفرت عن مقتل 9 أشخاص على الأقل بعد إعدام 30 ناشطًا من الأويغور.

## المناخ
يظهر الجدول التالي التغييرات المناخية على مدار السنة لينينغ:
| البيانات المناخية لـينينغ                   | البيانات المناخية لـينينغ | البيانات المناخية لـينينغ | البيانات المناخية لـينينغ | البيانات المناخية لـينينغ | البيانات المناخية لـينينغ | البيانات المناخية لـينينغ | البيانات المناخية لـينينغ | البيانات المناخية لـينينغ | البيانات المناخية لـينينغ | البيانات المناخية لـينينغ | البيانات المناخية لـينينغ | البيانات المناخية لـينينغ | البيانات المناخية لـينينغ |
| الشهر                                       | يناير                     | فبراير                    | مارس                      | أبريل                     | مايو                      | يونيو                     | يوليو                     | أغسطس                     | سبتمبر                    | أكتوبر                    | نوفمبر                    | ديسمبر                    | المعدل السنوي             |
| ------------------------------------------- | ------------------------- | ------------------------- | ------------------------- | ------------------------- | ------------------------- | ------------------------- | ------------------------- | ------------------------- | ------------------------- | ------------------------- | ------------------------- | ------------------------- | ------------------------- |
| متوسط درجة الحرارة الكبرى °م (°ف)           | −2.1 (28.2)               | 0.2 (32.4)                | 9.0 (48.2)                | 20.4 (68.7)               | 24.8 (76.6)               | 28.5 (83.3)               | 31.0 (87.8)               | 30.4 (86.7)               | 25.8 (78.4)               | 18.0 (64.4)               | 8.7 (47.7)                | 1.3 (34.3)                | 16.3 (61.4)               |
| متوسط درجة الحرارة الصغرى °م (°ف)           | −15 (5)                   | −12.2 (10.0)              | −2.5 (27.5)               | 5.8 (42.4)                | 10.2 (50.4)               | 14.0 (57.2)               | 15.8 (60.4)               | 14.1 (57.4)               | 9.3 (48.7)                | 2.9 (37.2)                | −2.8 (27.0)               | −9.5 (14.9)               | 2.5 (36.5)                |
| الهطول مم (إنش)                             | 17.9 (0.70)               | 19.1 (0.75)               | 20.2 (0.80)               | 28.0 (1.10)               | 27.2 (1.07)               | 28.5 (1.12)               | 20.2 (0.80)               | 14.2 (0.56)               | 14.6 (0.57)               | 26.1 (1.03)               | 27.8 (1.09)               | 25.0 (0.98)               | 268.8 (10.57)             |
| متوسط أيام هطول الأمطار (≥ 0.1 mm)          | 8.1                       | 7.6                       | 8.1                       | 7.6                       | 8.6                       | 9.1                       | 8.1                       | 6.2                       | 4.4                       | 6.7                       | 7.4                       | 8.3                       | 90.2                      |
| متوسط الرطوبة النسبية (%)                   | 78                        | 78                        | 70                        | 55                        | 58                        | 59                        | 56                        | 54                        | 57                        | 66                        | 74                        | 78                        | 65                        |
| ساعات سطوع الشمس الشهرية                    | 159.7                     | 170.9                     | 213.8                     | 252.2                     | 291.5                     | 299.6                     | 327.4                     | 316.0                     | 274.8                     | 213.8                     | 168.6                     | 145.7                     | 2٬834                     |
| نسبة وصول أشعة الشمس                        | 56                        | 58                        | 58                        | 63                        | 64                        | 65                        | 70                        | 73                        | 73                        | 68                        | 58                        | 53                        | 64                        |
| المصدر: China Meteorological Administration |                           |                           |                           |                           |                           |                           |                           |                           |                           |                           |                           |                           |                           |

## أعلام
- حجي أكبر عبد الغفور
- أبو بكر قاسم
- أحمد جان قاسمي